# Monte Timidone
Il monte Timidone è un rilievo montuoso situato nella Sardegna nord-occidentale, a nord di Alghero. Raggiunge un'altezza di 361 metri s.l.m.. Il rilievo si erge all'interno della foresta di Porto Conte, nota anche col nome di Arca di Noè, area inclusa nel parco naturale regionale di Porto Conte.

## Descrizione
È costituita da litologie carbonatiche del Cretaceo edificate da bivalvi estinti di ambiente bentonico (rudiste).
La vegetazione è boschiva a prevalenza di conifere e, a salire, di macchia mediterranea ricca di specie come palma nana, lentisco, mirto, erica, corbezzolo e fillirea e con presenza di endemismi quali la Centaurea horrida e la Brassica insularis.
Tra le specie animali più importanti si annoverano il grifone (Gyps fulvus), avvoltoio che nidifica nelle falesie di capo Caccia, la berta maggiore (Calonectris diomedea), la berta minore (Puffinus yelkouan) e l'uccello delle tempeste (Hydrobates pelagicus).
Nella sommità del monte è posizionata una importante postazione di vedetta dell'apparato antincendi boschivi della Sardegna.